# Série 5600 da CP

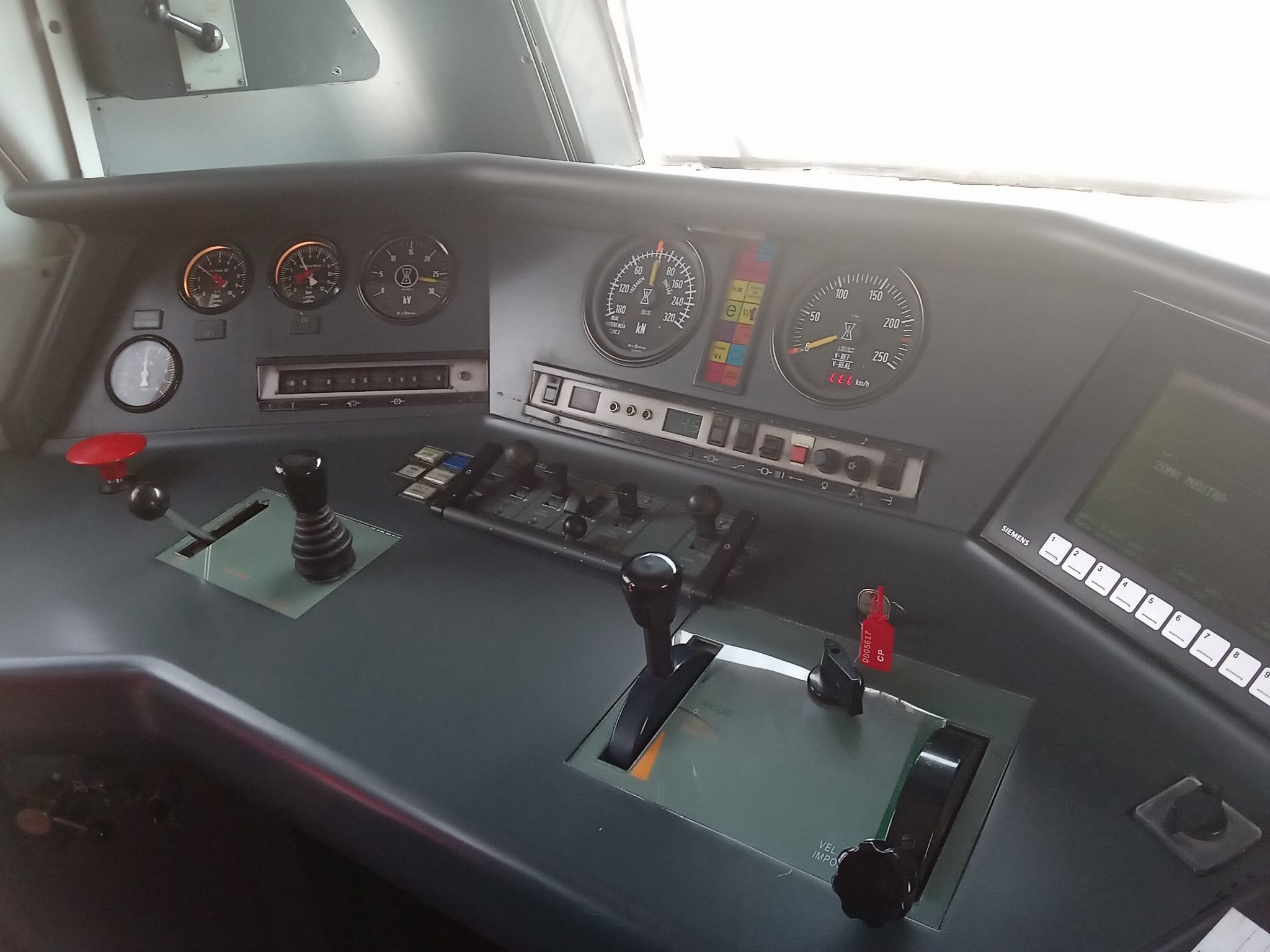
Cabine da Locomotiva 5603 em Porto Campanhã.

A Série 5600 (9 0 94 0 765601-8 a 9 0 94 0 765630-7), mais conhecida como Eurosprinter ou Siemens, é um tipo de locomotiva elétrica ao serviço das operadoras Comboios de Portugal e Medway. Esta série é composta por 30 locomotivas de bitola ibérica, com 5600 kW de potência, sendo capazes de atingir uma velocidade máxima de 220 km/h. Entraram ao serviço em 1993.

## História

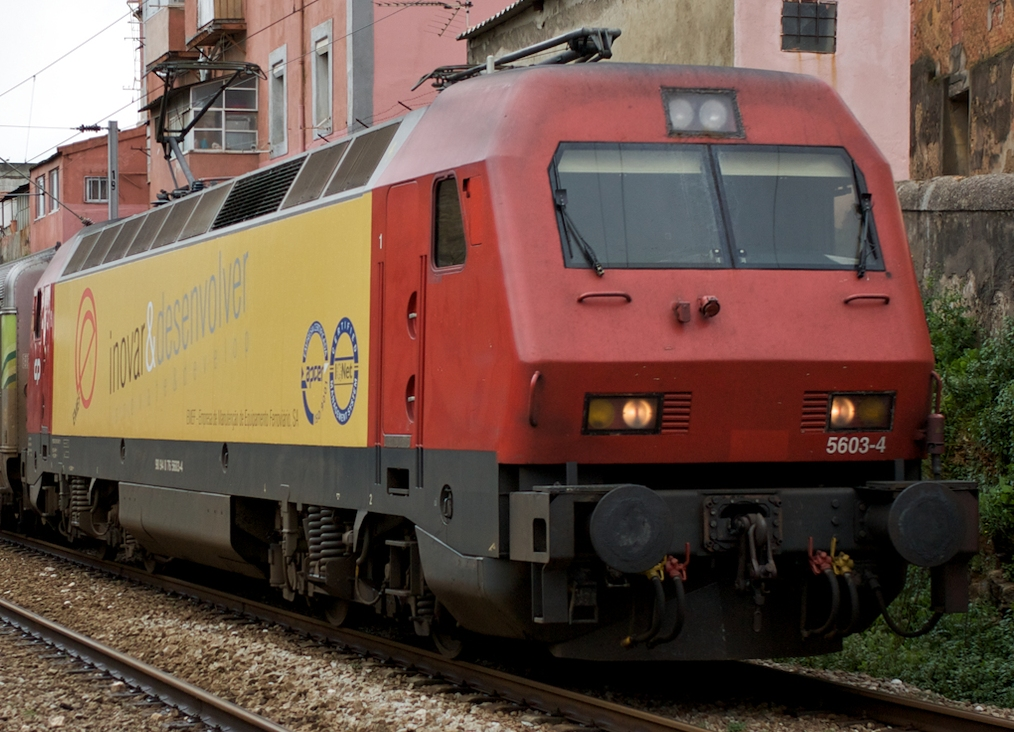
Locomotiva 5603 com uma publicidade da EMEF no painel lateral, a rebocar um serviço Intercidades junto a Lisboa, em 2010.

### Planeamento, encomenda e fabrico
Nas décadas de 1980 e 1990, a operadora Caminhos de Ferro Portugueses encetou um processo de modernização, centrado principalmente nas infra-estruturas e no material circulante. Assim, foram encomendadas várias locomotivas elétricas, derivadas da Série 252 da Red Nacional de los Ferrocarriles Españoles, que entraram ao serviço em 1991. estas unidades, por seu turno, provêm das locomotivas E-120 e das automotoras InterCityExpress, ambas em circulação na Alemanha. Assim, ambas as locomotivas ibéricas podem ser consideradas como antecessoras da família de material motor Eurosprinter, da qual fazem parte as locomotivas alemãs E-127 e E-121 e a E-402 italiana, pois também foram baseadas nas locomotivas E-120.
Foram adaptadas de origem a uso universal, ou seja, tanto para comboios de passageiros a elevadas velocidades como para pesadas composições de mercadorias, foram construídas por um consórcio luso-alemão da qual fazem parte as empresas Siemens-Österreichische Bundesbahnen, que trata dos equipamentos elétricos, a Krauss-Maffei Wegmann GmbH & Co KG-Asea Brown Boveri-Henschel para as partes mecânicas, e o agrupamento português Sociedades Reunidas de Fabricações Metálicas. O contrato original previa a construção de trinta unidades, que seriam entregues ao ritmo de uma por mês, e caso fosse necessário, a encomenda poderia ser aumentada até 48 locomotivas.

### Apresentação oficial e entrada ao serviço
Foram oficialmente apresentadas ao público em 1993, na Estação do Entroncamento, e em Junho desse ano, a locomotiva número 5601 encontrava-se adscrita ao depósito desta estação, tendo sido utilizada para realizar experiências, e para treinar os maquinistas. Nesse ano, já se encontravam ao serviço, sendo os primeiros serviços destas locomotivas a tração de composições de passageiros entre Lisboa e Porto, e de mercadorias, transportando balastro e cimento. Algumas foram, posteriormente, destacadas para serviços internacionais de passageiros e mercadorias, quando terminaram as obras de eletrificação na Linha da Beira Alta. Em 1994, ainda se encontravam a ser fabricadas várias unidades, nas instalações da companhia Sociedades Reunidas de Fabricações Metálicas, prevendo-se então a entrada desta série no serviço de transporte de carvão até à Central termoeléctrica do Pego, no concelho de Abrantes, em substituição das locomotivas da Série 1900. Em 1995, já se encontravam a assegurar este serviço, utilizando frequentemente o sistema de tração dupla, ou seja, duas locomotivas na mesma composição, a rebocar os vagões; para este fim, as locomotivas foram equipadas com engates de garra, de um tipo semelhante ao utilizado nos Estados Unidos da América.
Em 1993, a locomotiva 5601, traccionando três carruagens Corail, bateu o recorde de velocidade ferroviária em Portugal, ao atingir 220 km/h entre as Estações de Espinho e Avanca, na Linha do Norte.
Em 2006, eram consideradas como as locomotivas mais potentes da operadora Comboios de Portugal.

## Descrição

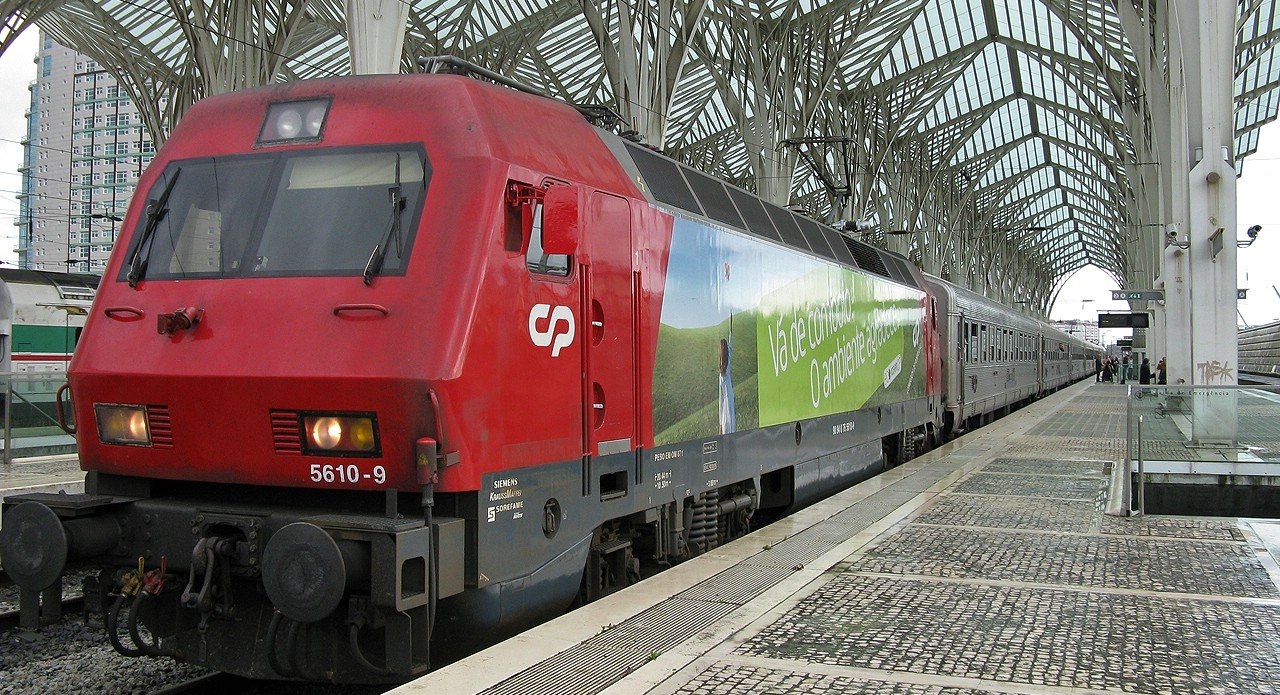
Locomotiva 5610 na Gare do Oriente, em 2010.

### Dados técnicos
Esta série era composta originalmente por trinta unidades, embora, em 2012, uma já não se encontrasse operacional. Estão preparadas para assegurar serviços de passageiros ou mercadorias, circulando sobre bitola ibérica, com rodados em disposição Bo′Bo′. As rodas, quando novas, apresentam 1250 mm de diâmetro, e a distância entre tampões de choque é de 20,450 m. O tipo de tracção é a eletricidade, com tensão de 25 kV 50 Hz. O peso em serviço é de 87 T, e o transmissão é elétrica assíncrona.
Cada locomotiva conta com quatro motores assíncronos trifásicos da Siemens - Österreichische Bundesbahnen, cada um com 1890 CV (≅1400 kW) de potência contínua, totalizando 7560 CV (≅5600 kW), enquanto que o factor de potência, em corrente alterna, situa-se aproximadamente em 1. Cada locomotiva pode atingir até 220 km/h, enquanto que a velocidade correspondente ao regime contínuo é de 70 km/h. O esforço de tracção, no arranque, é de 30 000 kgf (≅300 kN), enquanto que na velocidade máxima é de 9000 kgf (≅90 kN), e de 29 000 kgf (≅290 kN) no regime contínuo.
Em termos de sistemas de travagem, o tipo de freio utilizado na locomotiva é de ar combinado com elétrico, de recuperação ou reostático, enquanto que, na composição, utiliza-se ar comprimido.

#### Diferenças entre as versões espanhola e portuguesa

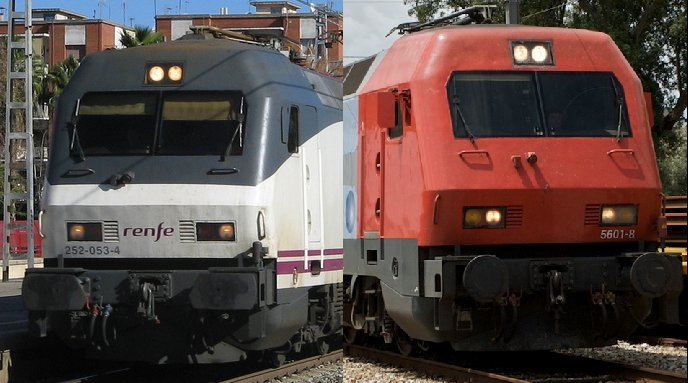
Comparação entre as cabinas das Séries 252, à esquerda, e 5600, à direita. Note-se as diferenças nos tampões de choque e nas reentrâncias na caixa para os estribos.

As principais diferenças entre as locomotivas desta série e as suas congéneres espanholas são o uso de monotensão e de apenas uma bitola nas locomotivas portuguesas, o que não seria possível em Espanha devido ao elevado número de bitolas e de tensões utilizadas.
Outras diferenças que podem ser encontradas entre ambas as séries são os tampões de choque, que, na locomotiva portuguesa, são redondos, enquanto que a 252 utilizam pára-choques rectangulares, e a forma da reentrância na caixa onde se situam os estribos para acesso à cabine de condução; no caso da 5600, é rectangular, enquanto que na 252 estes são mais pequenos e arredondados. O peso em ordem de marcha das 5600 também é inferior ao da sua congénere espanhola, e foram reforçados, para as 5600, os apoios entre os bogies e as caixas; o tecto, os pantógrafos e as cabines também são ligeiramente diferentes, mas os bogies são praticamente idênticos, tal como a potência, e os motores, do tipo trifásico assíncrono.

#### Esquemas de cores e denominações
Para estas locomotivas, foi criado um novo esquema de cores, vermelho e cinzento, que a operadora Caminhos de Ferro Portugueses pretendeu utilizar no seu material motor a partir dessa data, substituindo os tradicionais tons em laranja e branco; também foi renovada a antiga tradição ferroviária de baptizar o material motor, sendo que as unidades 5601, e 5603 receberam, respectivamente, em 1993, os nomes de Entroncamento, e Santarém.

## Ficha técnica
- Características de exploração

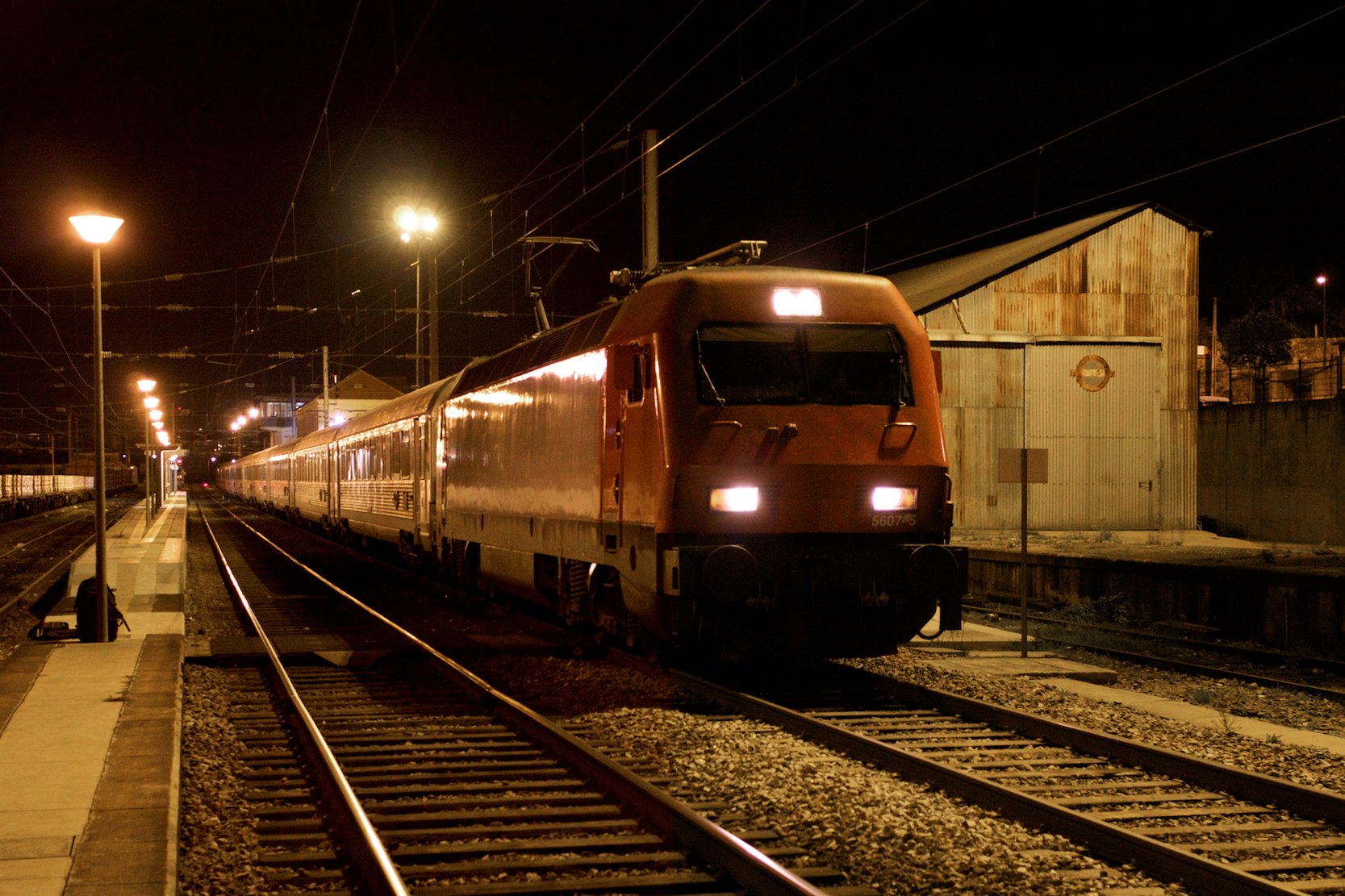
Locomotiva 5607, a rebocar um comboio Intercidades na Estação de Vila Nova de Gaia, em 2009.

  - Números de série: 5601-5630 (9 0 94 0 765601-8 a 9 0 94 0 765630-7)[3]
  - Ano de entrada ao serviço: 1993[3][5]
  - Número de unidades construídas: 30[1]
  - Número de unidades operacionais: 29[3]
- Dados gerais
  - Bitola de Via: 1668 mm[4]
  - Disposição dos rodados: Bo′Bo′[1]
  - Diâmetro das rodas (novas): 1250 mm[4]
  - Distância entre os tampões de choque: 20450 mm[4]
  - Tipo de tração: Elétrica[1]
  - Tensão: 25 kV 50 Hz[1]
  - Peso em serviço: 87 Toneladas[4]
  - Tipo de engates: Manuais Tipo"Standard" (buffers and chain)
- Transmissão
  - Tipo: Elétrica assíncrona[3]
- Motores de tração
  - Fabricante: Siemens - Österreichische Bundesbahnen[4]
  - Quantidade: 4[4]
  - Tipo: Assíncronos trifásicos[4]
  - Potência contínua por motor: 1890 CV / 1400 kW[4]
  - Factor de potência (c. alterna): próximo a 1[4]
  - Potência total: 7560 CV / 5600 kW[1][2]
- Partes mecânicas
  - Fabricante: Krauss-Maffei Wegmann GmbH & Co KG - Asea Brown Boveri - Henschel[4]
- Sistemas de travagem
  - Tipo de freio (locomotiva): Ar combinado com elétrico (recuperação ou reostático)[4]
  - Tipo de freio (composição): Ar comprimido[4]
- Características de funcionamento
  - Velocidade máxima: 220 km/h[3]
  - Velocidade correspondente ao regime contínuo: 70 km/h[4]
  - Esforço de tração:
    - No arranque: 30 000 kg ≅ 300 kN[4]
    - À velocidade máxima: 9000 kg ≅ 90 kN[4]
    - Em regime contínuo: 29 000 kg ≅ 290 kN[4]

### Lista de material
| :  | qt. | estado                |
| -- | --- | --------------------- |
| ✔︎  | 18  | ao serviço            |
| ♦︎  | 5   | cedidas               |
| ⏩︎ | 4   | vendidas, em Portugal |
| ⛛︎  | 1   | abatida               |
| ⚒︎  | 1   | em reparação          |
| ✖︎  | 1   | demolida              |
| 30 | 30  | (total)               |

| №    | :  | a           | observações |
| ---- | -- | ----------- | --- |
| 5601 | ✔︎  | 1993        | |
| 5602 | ✔︎  | 1993        | |
| 5603 | ✔︎  | 1993        | |
| 5604 | ✔︎  | 1993        | |
| 5605 | ✔︎  | 1993        | |
| 5606 | ✔︎  | 1993        | |
| 5607 | ✔︎  | 1993        | |
| 5608 | ✔︎  | 1993        | |
| 5609 | ✔︎  | 1994        | |
| 5610 | ✔︎  | 1994        | |
| 5611 | ✔︎  | 1994        | |
| 5612 | ✔︎  | 1994        | |
| 5613 | ⛛︎  | 2013        | Construída em 1994. Abatida ao serviço após o desastre de Alfarelos; parqueada no Entroncamento. Retorno previsto para 2025. |
| 5614 | ✔︎  | 1994        | |
| 5615 | ✔︎  | 1994        | |
| 5616 | ✔︎  | 1994        | |
| 5617 | ✔︎  | 1994        | |
| 5618 | ✔︎  | 1994        | |
| 5619 | ⚒︎  | 2025        | Construída em 1994. Encostada após acidente em Alpedrinha.                                                                   |
| 5620 | ✔︎  | 1995        | |
| 5621 | ♦︎  | [ quando? ] | Construída em 1995. Alugada à Medway. Batizada de Inês.                                                                      |
| 5622 | ♦︎  | [ quando? ] | Construída em 1995. Alugada à Medway. Batizada de Rebecca.                                                                   |
| 5623 | ⏩︎ | [ quando? ] | Construída em 1995. Vendida à Medway. Batizada de Paz.                                                                       |
| 5624 | ✖︎  | 2003        | Construída em 1995. Demolida após o acidente de Abela.                                                                       |
| 5625 | ⏩︎ | [ quando? ] | Construída em 1995. Vendida à Medway. Batizada de Luísa.                                                                     |
| 5626 | ⏩︎ | [ quando? ] | Construída em 1995. Vendida à Medway. Batizada de Vânia.                                                                     |
| 5627 | ⏩︎ | [ quando? ] | Construída em 1995. Vendida à Medway. Batizada de Áurea.                                                                     |
| 5628 | ♦︎  | [ quando? ] | Construída em 1995. Alugada à Medway. Batizada de Tânia.                                                                     |
| 5629 | ♦︎  | [ quando? ] | Construída em 1995. Alugada à Medway. Batizada de Nádia.                                                                     |
| 5630 | ♦︎  | [ quando? ] | Construída em 1996. Alugada à Medway. Batizada de Helena.                                                                    |